# الكلية التقنية التطبيقية بالرياض
الكلية التقنية التطبيقية بالرياض (للبنين) أنشئت في العام 1443هـ / 2021م وتقع في مدينة الرياض، وهي إحدى الكليات التابعة للمؤسسة العامة للتدريب المهني والتقني. وتعد الكلية التقنية التطبيقية بالرياض الأولى من نوعها في مدينة الرياض ويقبل فيها الطلبة الخريجين من المرحلة الثانوية العامة لدراسة درجة الدبلوم في تخصصات تقنية متنوعة وفريدة حيث تتميز بتخصصات جديدة على مستوى كليات المؤسسة العامة للتدريب المهني والتقني كتخصص التجارة الالكترونية، والخدمات اللوجستية، وهندسة الميكاترونكس، والتأمين وغيرها من التخصصات  وتحتوي الكلية التقنية التطبيقية على مباني تدريبية وتقنية ومرافق رياضية متنوعة.

## الأهداف
تطبق الكلية التقنية التطبيقية بالرياض عدة اهداف منها تعزيز جودة التدريب والجودة المؤسسية وتطبيق أنظمة الجودة وفق أفضل المعايير وضمان الحصول على اعتمادات مؤسسية وبرامجية للجودة من جهات محلية وعالمية. كما تهدف إلى التوسع في التدريب التقني والمهني من خلال التوسع في برامج التدريب التقني والمهني وفق احتياجات سوق العمل ورفع الطاقة الاستيعابية إضافة لتوفير بيئة تدريبية حديثة آمنة وضمان الاستخدام الفعال للمرافق وتعزيز البيئة التدريبية والمرافق باستخدام أفضل التقنيات والتجهيزات الحديثة والمتطورة كما تهدف إلى تطبيق أنظمة الأمن والسلامة وفق المعايير العالمية والالتزام بها. وتسعى نحو تقديم خدمات شاملة لدعم المتدربين وتعزيز مشاركتهم وتقديم الدعم المتكامل للمتدربين بما يحقق رضاهم واحتياجهم من بداية تقديمهم للقبول إلى تخرجهم. تلتزم كذلك بتعزيز مفهوم التدريب التقني والمهني وجذب المتدربين وتعزيز ثقافة الابتكار وتقديم الدعم اللازم للمنسوبين المبدعين والإفصاح عن إنجازاتهم وتعزيز مشاركتهم فيا لمسابقات المحلية والدولية. إضافة لتوفير برامج وشراكات يقودها أصحاب العمل تسعى الكلية لتعزيز الشركات الاستراتيجية مع قطاع الأعمال والقطاع الخاص.

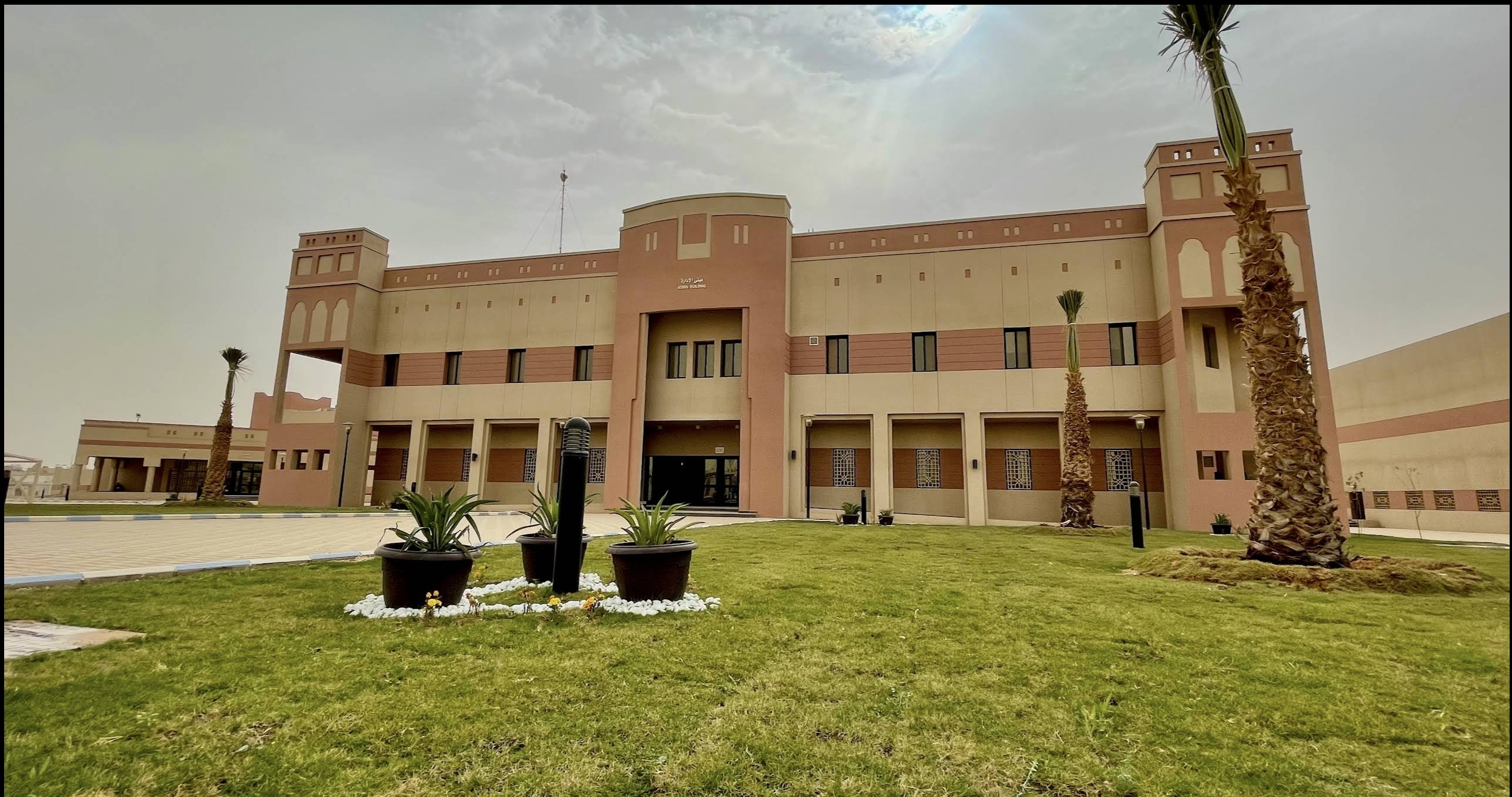
الكلية التقنية التطبيقية بالرياض

## التخصصات

### قسم التقنية الادارية

#### التجارة الالكترونية
صمم دبلوم التجارية الالكترونية في فسم التقنية الادارية بما يتوافق مع احتياجات سوق العمل المحلية للتخصص، ويتكون التخصص من 80 ساعة معتمدة على مدى خمسة فصول تدريبيه ينهيها المتدرب خلال سنتين ونصف. يهدف البرنامج إلى تزويد المتدرب بالمهارات والمعلومات اللازمة لممارسة العمل في مجال التجارة الالكترونية ويحصل على المستوى السادس في الإطار الوطني للمؤهلات. من المتوقع ان يتيح التخصص للمتدرب بعد تخرجه العمل في المجالات المرتبطة بإدارة التجارة الالكترونية والتسويق وكمحلل ذكاء واخصائي تجارة إلكترونية ومحلل ادوات تجارة إلكترونية ومطور مواقع إلكترونية لاغراض تجارية.
من الاهداف التفصيلية للبرنامج أن يتعرف المتدرب على مفاهيم وتقنيات التجارة الالكترونية ويحلل خصائص المحتوى الإلكتروني، إضافة إلى انه يتدرب على كيفية التخطيط لعملية إدارة استراتيجيات الأعمال الإلكترونية وتمييز مكونات برنامج إدارة المشاريع لبناء الخطط وجدولة المهام كما يتدرب على فهم التنظيم القانوني الدولي والإقليمي والملي للتجارة الإلكترونية. يهدف التخصص إلى اكساب المتدرب القدرة على تقييم مستوى حماية البيانات الإلكترونية إلى جانب اكتسابه مهارة تصميم النماذج والتقارير ومخططات التدفق في عملية تحليل النظم. يتعرف المتدرب على كيفية تصميم مجموعات الصور والفيديوهات والتصاميم ونشرها على شبكة الإنترنت لأغراض تجارية.

#### إدارة الخدمات اللوجستية
تم تصميم دبلوم إدارة الخدمات اللوجستية، التابع لقسم التقنية الادارية تصميمًا يتوافق مع الاحتياجات الخاصة بسوق العمل المحلي، حيث يتكون التخصص من 87 ساعة معتمدة يدرسها المتدرب على مدى خمسة فصول تدريبية وينهيها خلال سنتين ونصف. يهدف البرنامج إلى اكساب المتدرب المهارات اللامة لممارسة العمل في مجال إدارة الخدمات اللوجستية، ويحصل على المستوى الخامس من التصنيف السعودي الموحد للمستوايات والتخصصات التعليمية 1442هـ. من المتوقع ان يتيح التخصص للمتدرب بعد تخرجه العمل في المجالات المرتبطة بادارة اللوجستيات وسلاسل الإمداد والتوريد والموانئ والمطارات وخدمات الشحن والتفريغ والتغليف.
من الاهداف التفصيلية للبرنامج تمكين المتدرب من تحديد وتأصيل نشأة علم اللوجستيات ونشأته بين العلوم الادارية، مع تمييزه للمفاهيم السياسية الحكومية وأهميتها في خلق ميزة تنافسية للمنظمة. كما يمكن المتدرب من تحليل اساسيات إدارة سلاسل الامداد والتوريد وتمييز المبادئ والمفاهيم الأساسسية في القانون التجاري. من الأمور التي يكتسبها المتدرب كذلك في تخصص إدارة الخدمات اللوجستية استطاعته على تفسير المبادئ والمفاهيم النظرية المتعلقة بأخلاقيات العمل والمسؤوليات الاجتماعية وتمكنه من التعرف على اساسيات الشراء وطرقه للبضائع المختلفة. إنه من المهم كذلك ان يكتسب المتدرب خلال دراسته هذا التخصص قدرته على تحديد المفاهيم الاساسية في إدارة العمليات وتطورها ومعرفة تخطيط ومراقبة الإنتاج وأن يعدد المبادئ الخاصة بإدارة التعبئة والتغليف ويذكر أساسيات إدارة الجودة وتاريخها وأشهر الاعلام في المجال.

#### إدارة الموارد البشرية
يأخذ تصميم دبلوم إدارة الموارد البشرية في الاعتبار الاحتياجات الخاصة بسوق العمل المحلي المتعلقة بالتخصص. ويتكون التخصص من 78 ساعة معتمدة ينهيها المتدرب على مدى خمسة فصول تدريبية أو ما يعادل سنتين ونصف من التدريب. يهدف هذا البرنامج إلى تأهيل المتدرب للعمل في مجال إدارة الموارد البشرية على المستوى السادس من نظام المؤهلات المهنية الوطنية. تتظمن مجالات العمل المتوقعة للمتدرب الخريج العمل كمنسق توظيف أو اخصائي موارد بشرية أو مشرف علاقات العملاء أو اخصائي شئون الموظفين أو اخصائي تدريب أو أخصائي تصنيف وظائف أو مدقق رواتب أو مراقب شئون الموظفين أو مسئول رواتب أو مساعد مدير موارد بشرية.
تشمل الأهداف التفصيلية للبرنامج تمكين المتدرب من تطبيق التقنيات الحديثة في مجال إدارة الموارد البشرية وتنظيمها وكيفية التعامل مع الافراد من داخل وخارج المنظمة وفقا للأساليب العلمية السليمة. كما يهدف إلى اكساب المتدرب القدرة على توظيف تطبيقات وبرامج الحاسب الالي في الموارد البشرية باستخدام الحاسب الآلي. كذلك يكتسب المتدرب القدرة على تمييز المفاهيم الأساسية لإدارة الجودة الشاملة وادارة وقت العمل بما يظمن الكفاءة.

#### التأمين
لقد تم تصميم هذا البرنامج وفقا لاحتياجات سوق العمل المحلية المتعلقة به. ويكمل المتدرب هذا البرنامج بعد اتمامه للفصول التدريبية البالغة خمسة فصول بإجمالي ساعات معتمدة تبلغ 77 ساعة. أن الهدف العام للبرنامج هو تزويد المتدرب بالمهارات والمعلومات اللازمة لممارسة العمل في مجال التأمين ويحصل المتدرب الخريج على المستوى السادس في الإطار الوطني للمؤهلات. من المتوقع أن يعمل المتدرب بعد تخرجه في قطاع التأمين في كافة الأعمال الادارية بجانب العمل أيضا كوسيط تأمين أو وكيل تأمين أو مساعد للخبراء الاكتواريين أو خبير معاينة ومقدر خسائر أو مستشار تأمين أو اخصائي تسوية مطالبات تأمينية.
تشمل الأهداف التفصيلية للبرنامج ممارسة المتدرب للأنشطة الفنية والادارية في شركات التأمين واعادة التأمين وأن يعمل بالمهن الحرة في مجال التأمين كالوسطاء والوكلاء. ويهدف إلى جعل المتدرب متمكنا من العمل على تطوير المنتجات التأمينية سواءا في مجال التأمينيات العامة أو تأمينات الحماية والادخار كما يحفزه على الإسهام في تطوير قطاع التأمين وإعادة التأمين بالمملكة العربية السعودية. وأيضا يمكنه من إدارة الاخطار في المؤسسات الصناعية والتجارية والخدمية واستنتاج أساليب وطرق مبتكرة لمواجهة مشاكل وتحدريات قطاع التأمين وإعادة التأمين.

### قسم الدراسات العامة
يعد قسم الدراسات العامة من الأقسام الهامة في كلية التقنية التطبيقية بالرياض، إذ يحتوي القسم على المواد النظرية العامة كاللغة الإنجليزية واللغة العربية والرياضيات والفيزياء والثافة الإسلامية وغيرها. يعد قسم الدراسات العامة ركيزة أساسية في تطبيق أهداف الكلية التي تتركز حول اكساب الخريجين المهارات الاساسية المتعلقة بسوق العمل مثل الإلمام باللغة الإنجليزية إضافة إلى معرفته بالمواد التي تتعلق بالحساب والرياضيات والفيزياء ودراسته للمواد التي تنمي لدى المتدرب الحس الاخلاقي والديني كالثقافة الإسلامية. حيث تتظمن الخطط التدريبية الخاصة بكل الاقسام عددًا من المواد العامة التي يتدرب عليها المتدرب على مدار الفصول التدريبية الخاصة بكل تخصص.

## الرياضة
يمثل الملعب الرئيسي للكلية التقنية التطبيقية المرفق الأساسي لإقامة مباريات الدوري المقامة ضمن بطولة الكلية بين المتدربين، كما تتميز الكلية بصالة ألعاب داخلية توفر بيئة تنافسية بين المتدربين.
1. ↑  "الكلية التقنية التطبيقية بالرياض". https://tvtc.gov.sa/. المؤسسة العامة للتدريب المهني والتقني. مؤرشف من الأصل في 2021-11-30. {{استشهاد ويب}}: روابط خارجية في |موقع= (مساعدة)
2. ↑  "كلية التقنية التطبيقية للبنين بالرياض". https://twitter.com/. @tvtc_g_RACT. 2021. مؤرشف من الأصل في 2022-03-24. {{استشهاد ويب}}: النص "twcamp^serp" تم تجاهله (مساعدة)، النص "twgr^author" تم تجاهله (مساعدة)، وروابط خارجية في |موقع= (مساعدة)